# Tricia Vessey
Tricia Vessey (Hollister, California, 8 de octubre de 1972) es una actriz, productora y guionista estadounidense.
Vessey creció en Monterey, California. Algunos de sus créditos en el cine incluyen Ghost Dog: The Way of the Samurai, Trouble Every Day, Town & Country, Coming Soon, On the Edge, Nobody Needs to Know, The Brave y Bean. In the Production Office, una serie creada y dirigida por Vessey, fue exhibida en el Festival Internacional de Cine de Róterdam en 2013.
Tiene un hijo con el músico estadounidense Anton Newcombe.